# Медаль «За добросовестную службу» (Украина)
Медаль «За добросовестную службу» - ведомственное поощрительное отличие Министерства обороны Украины в 2005-2012 годах.
После внедрения в 2013 году новой системы отличий ее аналогом стали новые знаки отличия — медали «10 лет добросовестной службы», «15 лет добросовестной службы», «20 лет добросовестной службы».

## История награды
- Награда установлена приказом Министра обороны Украины Анатолия Гриценко от 12 сентября 2005 года № 545.
- 30 мая 2012 года Президент Украины В. Ф. Янукович издал Указ, которым утвердил новое положение о ведомственных поощрительных наградах; министрам, руководителям центральных органов исполнительной власти, руководителям (командующим) военных формирований, государственных правоохранительных органов было поручено обеспечить в установленном порядке пересмотр актов об установлении ведомственных поощрительных знаков отличия, приведение таких актов в соответствие с требованиями этого Указа[2]. С вступлением в силу указа награждение отличием было прекращено[1]. В течение 2012-2013 годов Министерством обороны Украины была разработана новая система поощрительных знаков отличия[3], которая содержала новые знаки отличия — медали «10 лет добросовестной службы», «15 лет добросовестной службы», «20 лет добросовестной службы»[1]

## Положение об отличии
- Поощрительным знаком Министерства обороны Украины — медалью «За добросовестную службу» (далее — медаль) награждаются военнослужащие Вооруженных Сил Украины, которые добросовестно и честно исполняют воинскую обязанность и прослужили в вооруженных силах 10 и более лет в календарном исчислении.
- Медаль «За добросовестную службу» имеет три степени:
  - І степень – для награждения за 20 лет военной службы;
  - ІІ степень – для награждения за 15 лет военной службы;
  - ІІІ степень – для награждения за 10 лет военной службы.
- Высшей степенью медали является I степень.
- Награждение осуществляется приказом Министра обороны Украины (по личному составу) один раз в год до 6 декабря – Дня Вооруженных Сил Украины, а также при увольнении с военной службы в запас (отставку).
- При подаче к награждению медалью «За добросовестную службу» расчет выслуги лет производится в календарном исчислении (день за день):
  - в случае награждения ко Дню Вооруженных Сил Украины – по состоянию на 6 декабря текущего года;
  - в случае награждения в связи с увольнением с военной службы в запас (отставку) – по состоянию на день оформления представления к награждению.
- В выслугу лет входят периоды службы военнослужащих в календарном исчислении, которые дают право на получение пенсии за выслугу лет. Не засчитывается в выслугу лет время обучения в гражданских учебных заведениях, по окончании которых присваивается офицерское звание.
- Награждение медалью «За добросовестную службу» проводится последовательно, от низшей ступени до высшей.
- Награжденной медалью "За добросовестную службу" вручается медаль и удостоверение к ней.
- В случае потери (порчи) медали «За добросовестную службу» дубликат не выдается.
- Медаль «За добросовестную службу» и удостоверение к ней после смерти награжденного остается в семье умершего как память.

## Описание знака отличия
- Поощрительное отличие Министерства обороны Украины – медаль «За добросовестную службу» имеет форму круга диаметром 32 мм. ** ** ** Медаль I степени изготавливается из латуни, II – из белого металла, III – из бронзы. На лицевой стороне медалей всех степеней изображен прямой равносторонний крест с разбегающимися концами, в центре которого на круглом медальоне - Знак Княжеского Государства Владимира Великого. У медалей I и II ступеней крест покрыт эмалью малинового цвета, медальон – синего цвета. В медали I ст. крест наложен на расходящиеся лучи; II — между сторонами креста — пучки из четырех расхожих лучей. По кругу медаль обрамлена бортиком. Все изображения рельефные.
- Обратная сторона медали плоская, с рельефными надписями и изображениями:
  - I ст. - в центре - "За 20 лет добросовестной службы", в верхней части по кругу - "Вооруженные Силы Украины", в нижней - изображение лавровых ветвей;
  - II ст. - в центре - "За 15 лет добросовестной службы", в верхней части по кругу - "Вооруженные Силы Украины", в нижней - изображение дубовых ветвей;
  - III ст. – в центре – «За 10 лет добросовестной службы», в верхней части по кругу – «Вооруженные Силы Украины», в нижней – изображение калиновых ветвей.
- С помощью ушка с кольцом медаль соединяется с прямоугольной колодкой, обтянутой лентой. Размер колодки: высота – 42 мм, ширина – 28 мм. На оборотной стороне колодки — застежка для крепления медали к одежде.
- Лента медали – шелковая голубого цвета:
  - I ст. — с одной желтой и двумя синими продольными полосками с правой стороны шириной 3,5 мм каждая;
  - II ст. — с двумя желтыми и тремя синими продольными полосками с правой стороны шириной 2,1 мм каждая;
  - III ст. — с двумя желтыми и четырьмя синими продольными полосками с правой стороны шириной 1,5 мм каждая.
- Планка медали представляет собой металлическую пластинку, обтянутую соответствующей лентой. Размер планки: высота – 12 мм, ширина – 28 мм.

## Порядок ношения знака отличия
Медаль «За добросовестную службу» носят с левой стороны груди и при наличии отличия Министерства обороны Украины — медали «15 лет Вооруженным Силам Украины», размещают после нее в порядке степеней: I, II и III степени.